# Concha (utensílio)

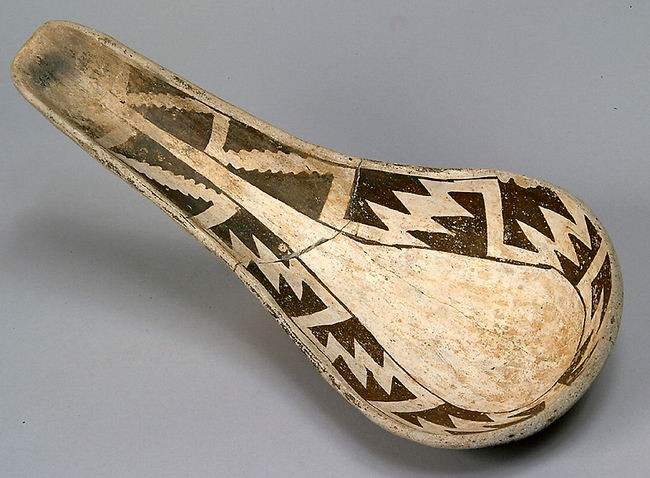
Concha indígena do século X d.C. da região de Chaco Canyon, EUA

Conchas são utensílios culinários cuja forma é de uma colher grande e funda, que serve para retirar líquido ou creme dum recipiente para outro. Na cozinha, geralmente utiliza-se uma pequena concha que corresponde à quantidade de massa necessária para fazer um crepe ou uma panqueca. Tal objeto já é utilizado há séculos por vários povos e em várias regiões do planeta.
A concha de sopa é geralmente em metal, com a mesma ornamentação dos restantes talheres e utilizada para servir a sopa duma panela ou terrina para os pratos de sopa ou tigelas. Já a de ponche é geralmente menor que a de sopa e serve para servir o ponche para as taças.

## Galeria

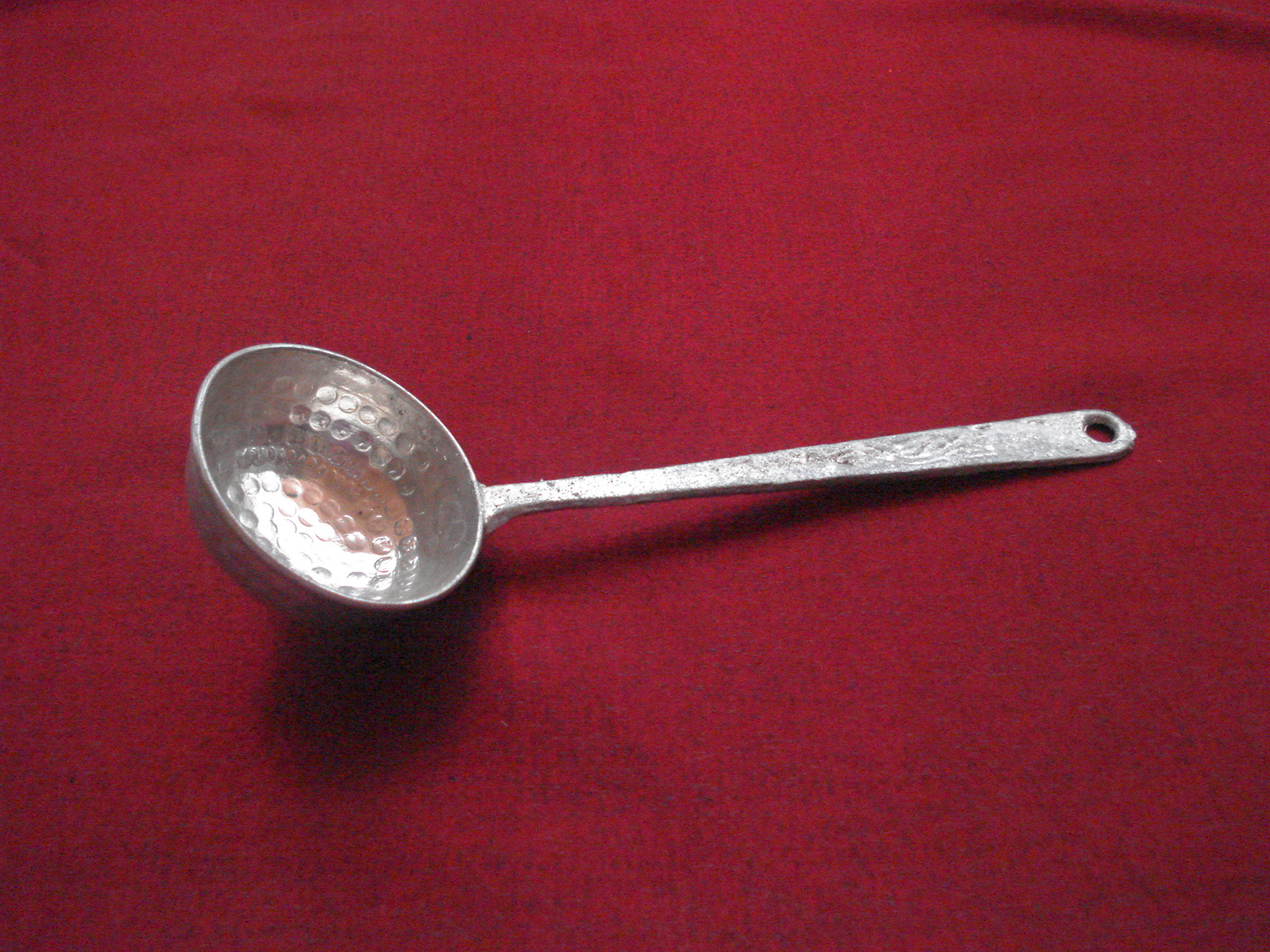
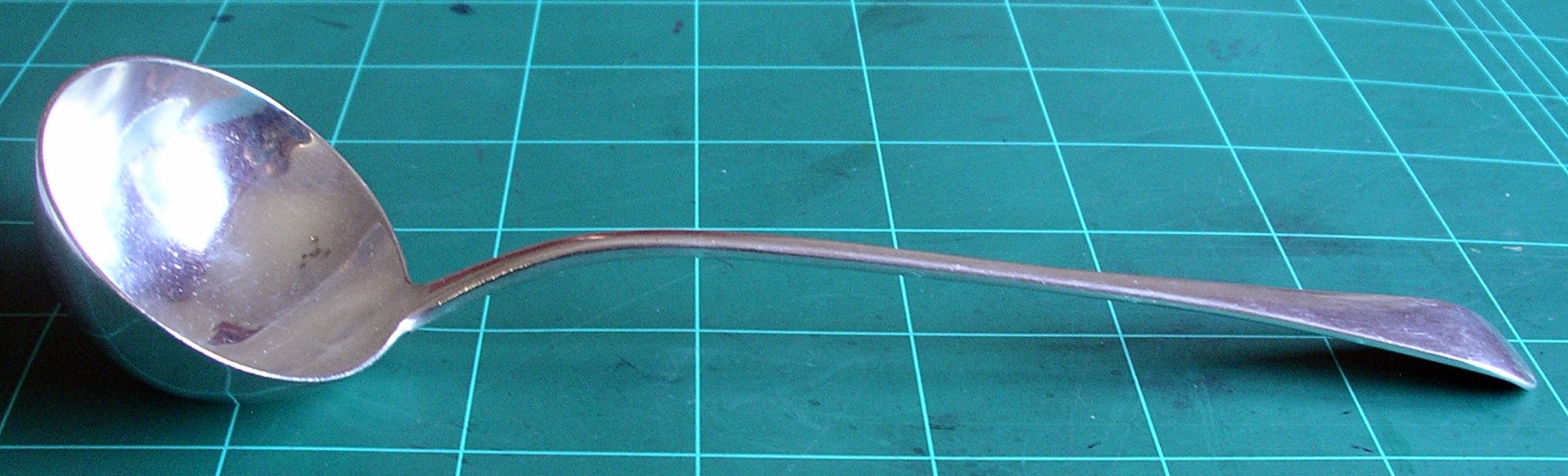
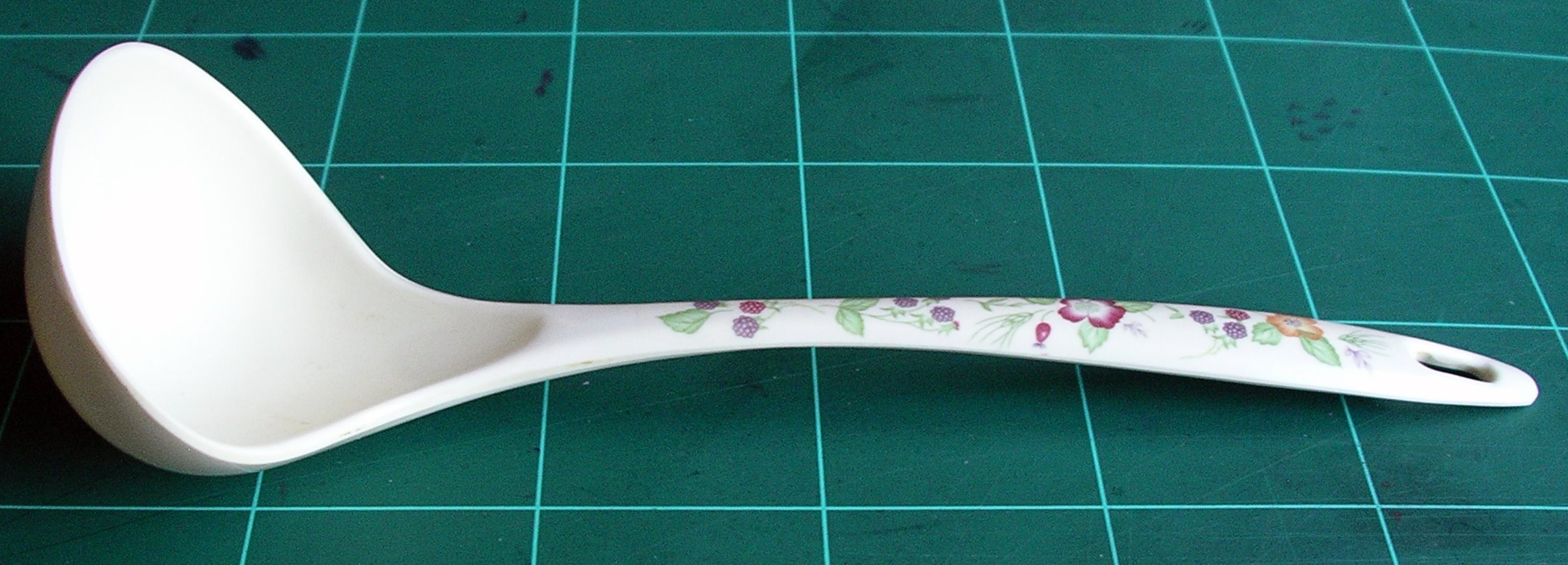
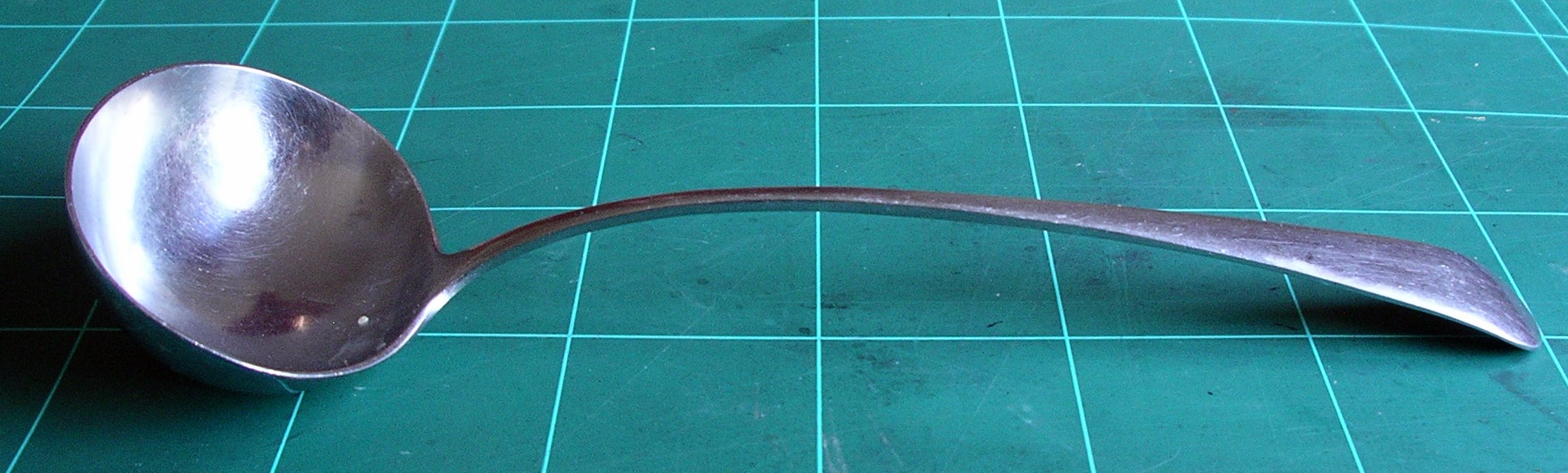